# L'Île de Calypso
Pour les articles homonymes, voir Calypso (homonymie).
Pour plus de détails, voir Fiche technique et Distribution.
L'Île de Calypso ou Ulysse et le Géant Polyphème est un film muet de Georges Méliès sorti en 1905.

## Synopsis
Ulysse approche de la grotte du cyclope Polyphème. Fatigué, il s’endort devant. Des nymphes musiciennes sortent alors de la grotte, jouent de la musique et jettent des fleurs sur le héros endormi. Calypso arrive, le réveille, alors que les jeunes filles s’éclipsent. Elle l’attire devant la grotte, puis disparaît, laissant la place à la main du cyclope qui essaie d’attraper Ulysse. Le géant sort ensuite sa tête et le héros lui transperce son seul œil avec une lance. Ulysse part alors, Calypso tente en vain de le retenir et pleure au milieu de ses amies.

## Distribution
- Georges Méliès : Ulysse